# Rudolfiella peruviana
Rudolfiella peruviana är en orkidéart som beskrevs av David Edward Bennett och Eric Alston Christenson. Rudolfiella peruviana ingår i släktet Rudolfiella och familjen orkidéer.
Artens utbredningsområde är Peru. Inga underarter finns listade i Catalogue of Life.